# Christoffel II van Denemarken
Christoffel II (?, 29 september 1276 - Sorø, 2 augustus 1332) was koning van Denemarken van 1320 tot 1326 en van 1329 tot 1332. Hij was ook Hertog van Zuidelijk-Halland (1307-1326), Samsø en Estland.
Hij was een zoon van Erik V van Denemarken 'Klipping' en Agnes van Brandenburg, die een dochter was van Johan I van Brandenburg en Jutta van Saksen. Hij was in 1306 gehuwd met Euphemia van Pommeren. Hun kinderen waren Erik, Otto, Waldemar IV Atterdag en Margaretha (-1340) welke gehuwd was met Lodewijk V van Beieren.
Christoffel II was eerst een trouwe bondgenoot van zijn broer Erik VI. Hij was het die namens Erik VI aartsbisschop Jens Grand in 1294 arresteerde. Later schaarde hij zich achter de oppositie tegen Erik VI en ging in ballingschap tot Erik in 1319 overleed. Erik had al zijn kinderen overleefd en dus moest de opvolging anders geregeld worden.
De Deense aristocratie wenste een zwak koningschap en daarop kozen ze Christoffel II in 1320 als hun koning. Van Christoffel werd wel verlangd een håndfæsting (handvest) te ondertekenen. Christoffel erfde een nagenoeg ´failliet´ land waarvan de vitale delen waren verpand aan Deense en Duitse aristocraten. De voorwaarden van het handvest waren zeer streng opgesteld omdat ze de mogelijkheden op belastingheffing beperkten.
In de volgende jaren probeerde Christoffel zijn positie te verstevigen door Eriks VI oorlogspolitiek in de noordelijke Duitslanden te vervolgen. Dit resulteerde in nieuwe verpachtingen van gebieden en hogere belastingen. Weldra zou hij in conflict raken met de kerk en de aristocratie. In een rebellie die daarop in 1326 volgde, werd hij door de Deense aristocratie met de hulp van graaf Gerard II van Holstein van de troon gezet. Hij werd gedwongen om in ballingschap te gaan en de jonge hertog van Zuid-Jutland, Waldemar, neef van Gerard III, werd als koning aangesteld.
Tot 1329 zou Christoffel in ballingschap blijven, maar de groeiende chaos in de aristocraten-republiek van Denemarken en de meningsverschillen tussen graaf Gerard III en zijn neef, graaf Johan van Plön, een halfbroer van Christoffel, deden zijn kansen keren.
Christoffel II kwam in 1329 terug op de Deense troon met de hulp van Johan van Plön, maar hij had deze periode zelf geen feitelijke macht. Het grootste gedeelte van het koninkrijk Denemarken was verpacht en het was voor hem niet mogelijk de koninklijke macht te handhaven. Een poging om zijn voordeel te halen uit een nieuw conflict in 1331 tussen Gerard II van Holstein en Johan van Plön, door deze laatste te steunen, eindigde in een totaal militair debacle in Danevirke. Na de vredesonderhandelingen zou hij koning blijven. Christoffel zou het jaar daarop als een geruïneerd en gebroken man in Lolland overlijden.
Na zijn overlijden zou Denemarken voor de komende acht jaren in een interregnum geraken. In Denemarken werd in deze periode ´geregeerd´ door de in de afzonderlijke gewesten heersende pachters, vaak met steun van Duitse militaire overheersing.

## Voorouders
| Overgrootouders | Waldemar II van Denemarken (1170-1241) ∞ 1175 Berengaria van Portugal (1198-1221)     | Waldemar II van Denemarken (1170-1241) ∞ 1175 Berengaria van Portugal (1198-1221)     | Sambor II van Pommeren (1154-1212) ∞ Mathilde van Mecklenburg (1160-1198)             | Sambor II van Pommeren (1154-1212) ∞ Mathilde van Mecklenburg (1160-1198)             | Albrecht II van Brandenburg (1175-1220) ∞ Mathilde van de Lausitz (-1255) | Albrecht II van Brandenburg (1175-1220) ∞ Mathilde van de Lausitz (-1255) | Albrecht I van Saksen (1175-1260) ∞ Agnes van Oostenrijk (1206-1226)  | Albrecht I van Saksen (1175-1260) ∞ Agnes van Oostenrijk (1206-1226)  | Albrecht I van Saksen (1175-1260) ∞ Agnes van Oostenrijk (1206-1226) | Albrecht I van Saksen (1175-1260) ∞ Agnes van Oostenrijk (1206-1226) |
| Grootouders     | Christoffel I van Denemarken (1219-1259) ∞ Margaret Sambiria van Pommeren (1130-1282) | Christoffel I van Denemarken (1219-1259) ∞ Margaret Sambiria van Pommeren (1130-1282) | Christoffel I van Denemarken (1219-1259) ∞ Margaret Sambiria van Pommeren (1130-1282) | Christoffel I van Denemarken (1219-1259) ∞ Margaret Sambiria van Pommeren (1130-1282) | Johan I van Brandenburg (1213-1266) ∞ Brigitte van Saksen (-1266)         | Johan I van Brandenburg (1213-1266) ∞ Brigitte van Saksen (-1266)         | Johan I van Brandenburg (1213-1266) ∞ Brigitte van Saksen (-1266)     | Johan I van Brandenburg (1213-1266) ∞ Brigitte van Saksen (-1266)     |                                                                      |                                                                      |
| Ouders          | Erik V van Denemarken (1249-1286) ∞ Agnes van Brandenburg (1130-1282)                 | Erik V van Denemarken (1249-1286) ∞ Agnes van Brandenburg (1130-1282)                 | Erik V van Denemarken (1249-1286) ∞ Agnes van Brandenburg (1130-1282)                 | Erik V van Denemarken (1249-1286) ∞ Agnes van Brandenburg (1130-1282)                 | Erik V van Denemarken (1249-1286) ∞ Agnes van Brandenburg (1130-1282)     | Erik V van Denemarken (1249-1286) ∞ Agnes van Brandenburg (1130-1282)     | Erik V van Denemarken (1249-1286) ∞ Agnes van Brandenburg (1130-1282) | Erik V van Denemarken (1249-1286) ∞ Agnes van Brandenburg (1130-1282) |                                                                      |                                                                      |